# Musée des Instruments de Céret
Le Musée de la Musique de Céret (anciennement MúSIC ou Musée des Instruments de Céret  ), est un musée d'instruments de musique situé à Céret (Pyrénées-Orientales).

## Situation
Le musée se situe rue Pierre Rameil, dans le vieux Céret. Le bâtiment abritant le musée est l'ancien hôpital Saint-Pierre, qui jouxte la chapelle Saint-Roch. L'ancien hôpital est construit en 1649.

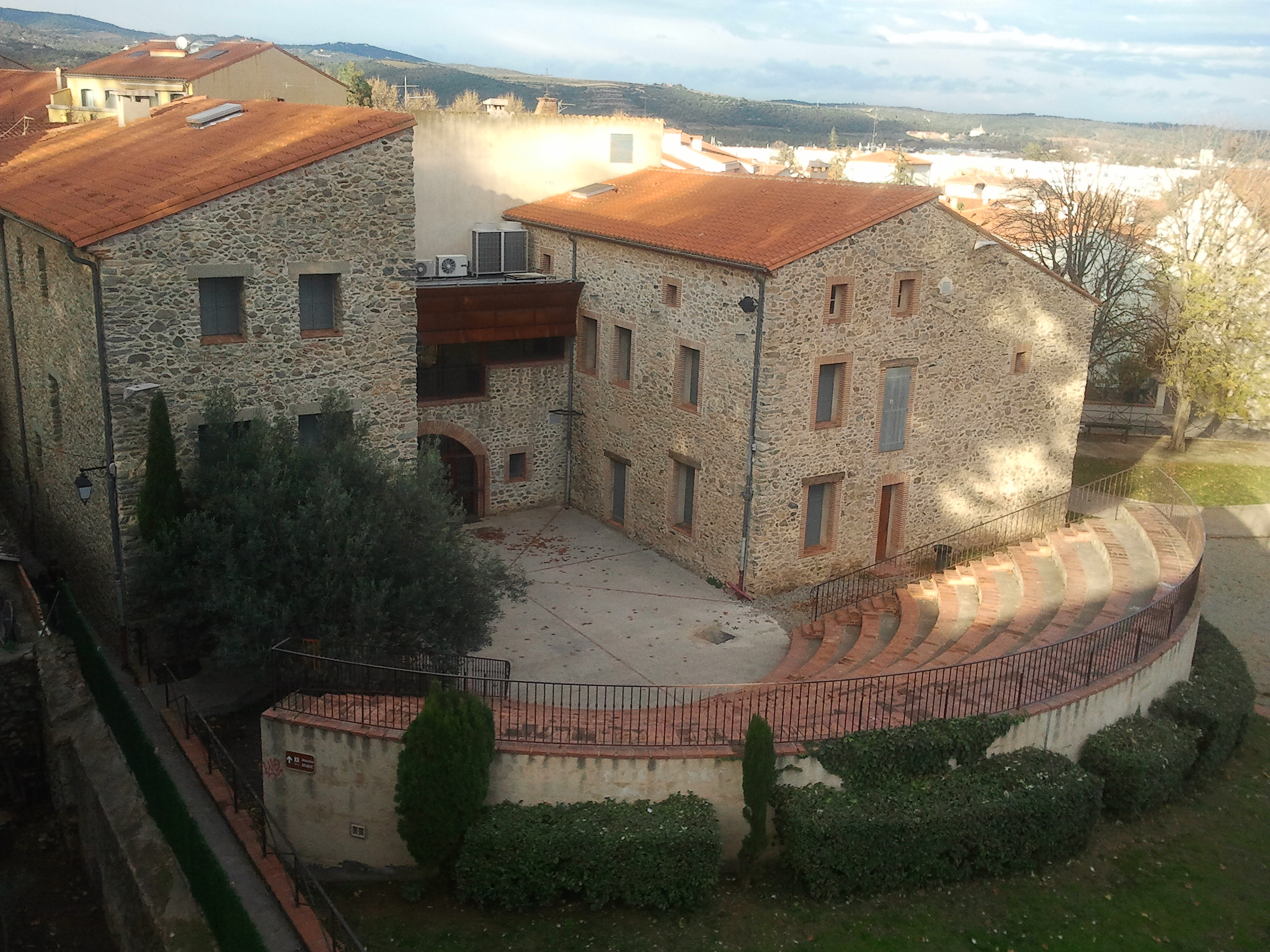
L'arrière du musée des Instruments et le théâtre de verdure.

## Histoire
Les origines de ce musée sont à chercher dans les premières associations sardanistes locales : le Foment de la sardane de Céret, animée par Roger Raynal et Joseph Burch, et la Fédération sardaniste du Roussillon (FSR), structure créée en 1976 et regroupant les différentes associations sardanistes du département, ainsi que l'Institut de musique populaire et méditerranéenne (IMPEM), également créée par Roger Raynal et dépassant le cadre strictement départemental. Dès le 28 septembre 1983, la ville de Céret et l'IMPEM signent une convention afin de réhabiliter l'ancien hôpital Saint-Pierre et de permettre l'installation de cette association en son sein.
Le Centre internacional de música popular (CIMP) est créé en 1987 pour valoriser le répertoire des musiques et danses traditionnelles catalanes par des actions de recherche, de collectage, d’édition, de formation, d’animation et de diffusion - création. Il est présidé par Roger Raynal, mais accueille également à la fois des représentants de la ville et de l'IMPEM. Le CIMP devient dès lors le nouveau gestionnaire du lieu.
Le CIMP, dès l’origine, s’est également intéressé aux autres musiques traditionnelles du bassin méditerranéen. Centre de ressource, centre de formation destinée aux professionnels at aux amateurs, centre de création et de diffusion, il intervient sur l’ensemble du département des Pyrénées - Orientales. Le CIMP est également un acteur culturel du rapprochement des deux Catalognes, Nord et Sud Pyrénées. Soutenu par l’État (DRAC) et les collectivités territoriales (Région Occitanie, Département, Communauté de communes de Vallespir et Ville de Céret). Ce projet s’articule sur les pratiques patrimoniales, populaires et savante autour de 3 champs d’actions : le spectacle vivant (diffusion et création) & la formation (professionnels et amateurs), l’espace muséal dans musiciens du monde (lieu d’exposition permanent et expositions nomades), un centre de ressource et de recherche.
Le Musée de la musique de Céret est inauguré le 18 mai 2013 en présence de Jean-Pierre Bel, président du sénat,. La fréquentation est de 3 300 visiteurs de mi-mai à septembre 2013 après presque quatre mois d'ouverture.

## Collections

### Instruments de musique
Le musée possède près de trois mille pièces, dont plus de cinq cents sont exposées au public. La spécificité du fonds concerne la famille des hautbois à travers le monde, fruit de trente ans de collecte d'instruments par le couple constitué de Heinz Stefan Herzka et Verena Nil. Le résultat en est une des collections les plus importantes au monde pour cette famille d'instruments et léguée à la ville de Céret pour la constitution du musée. Ce legs vient s'ajouter aux collections déjà existantes du CIMP (Centre Internacional de Música Popular), constituées essentiellement d'instruments traditionnels catalans, et également intégrées aux collections. Il s’agit, de plus, de la seule collection entièrement anchées, motivation de l’attention des spécialistes en raison de la variété et de la richesse de cette collection d’anches en elle-même. Il convient d’ajouter que les instruments concernés sont toujours joués au sein des sociétés qui les ont créés. Seule collection au monde aussi haute en qualité et en nombre, ces eux fonds seront l’objet des expositions itinérantes.
Chacune d’elles est enrichie par un ensemble documentaire, des fonds photographiques, représentations iconographiques et sonores, des fonds constitués d’objets d’art et d’artisanat, vêtements et tissus et pour la collection première, d’une partothèque d’environ 15 000 pièces, pour la seconde, de carnets de voyages.
Haut exemple de la qualité de la facture hautboïstique la diversité de cette collection représente par ailleurs son histoire organologique qui a permis évolution et renouvellement des répertoires et des esthétiques à la fois par les recherches et avancées techniques liées à l’esprit d’amélioration de leur production de la part des facteurs mais également par les attentes des instrumentistes et compositeurs, exigeants en termes de virtuosité et d’excellence, direction des facteurs.

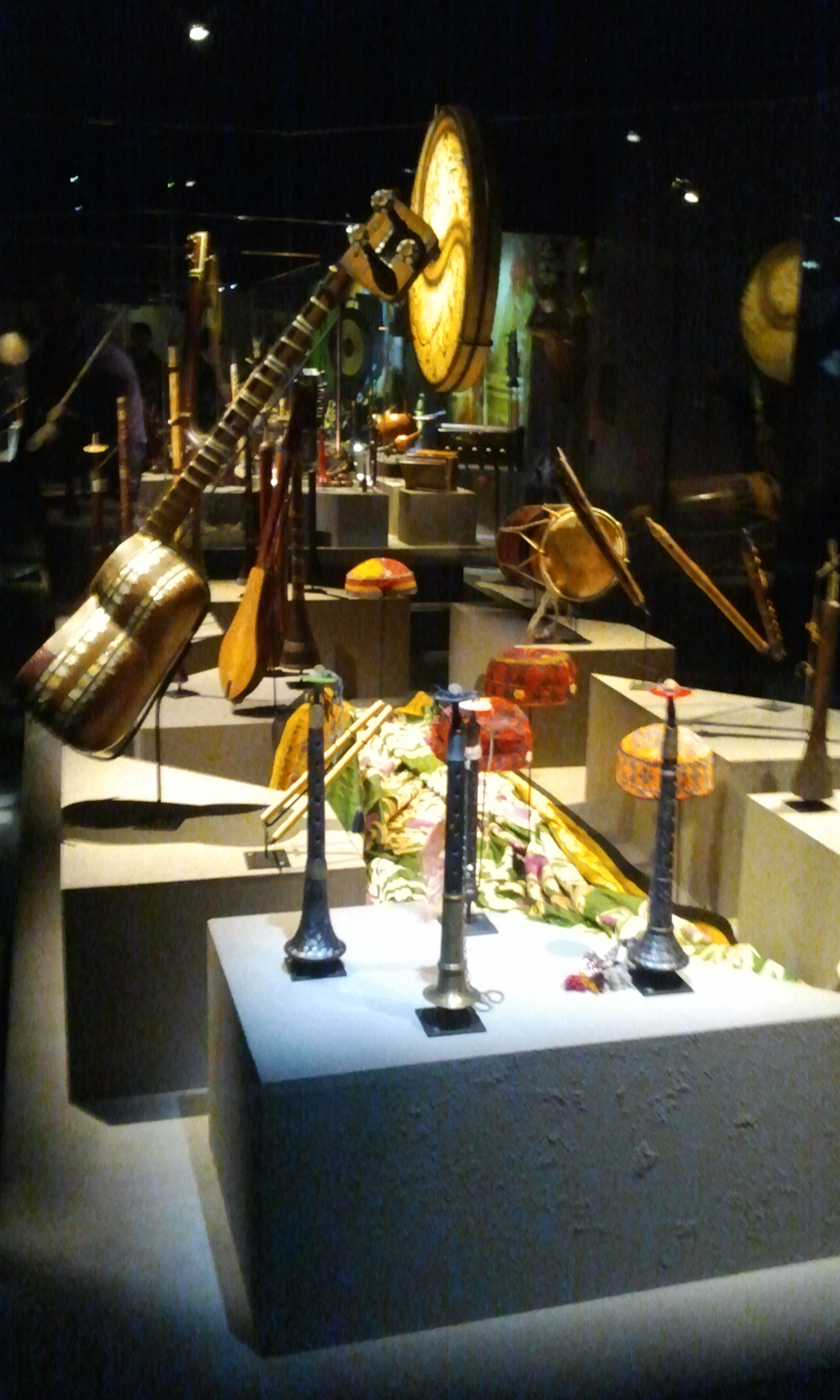
Vitrine d'exposition
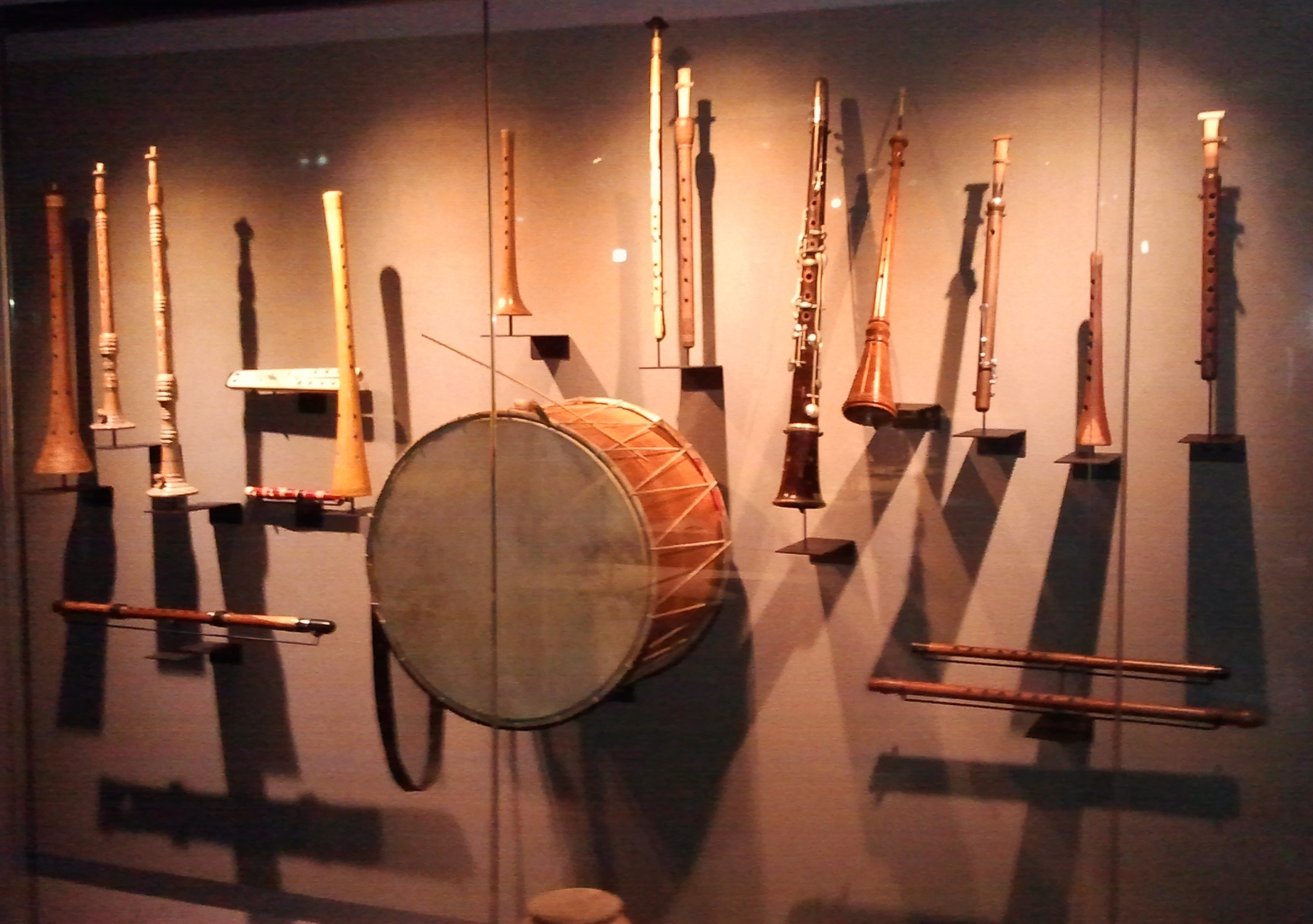
Vitrine d'exposition
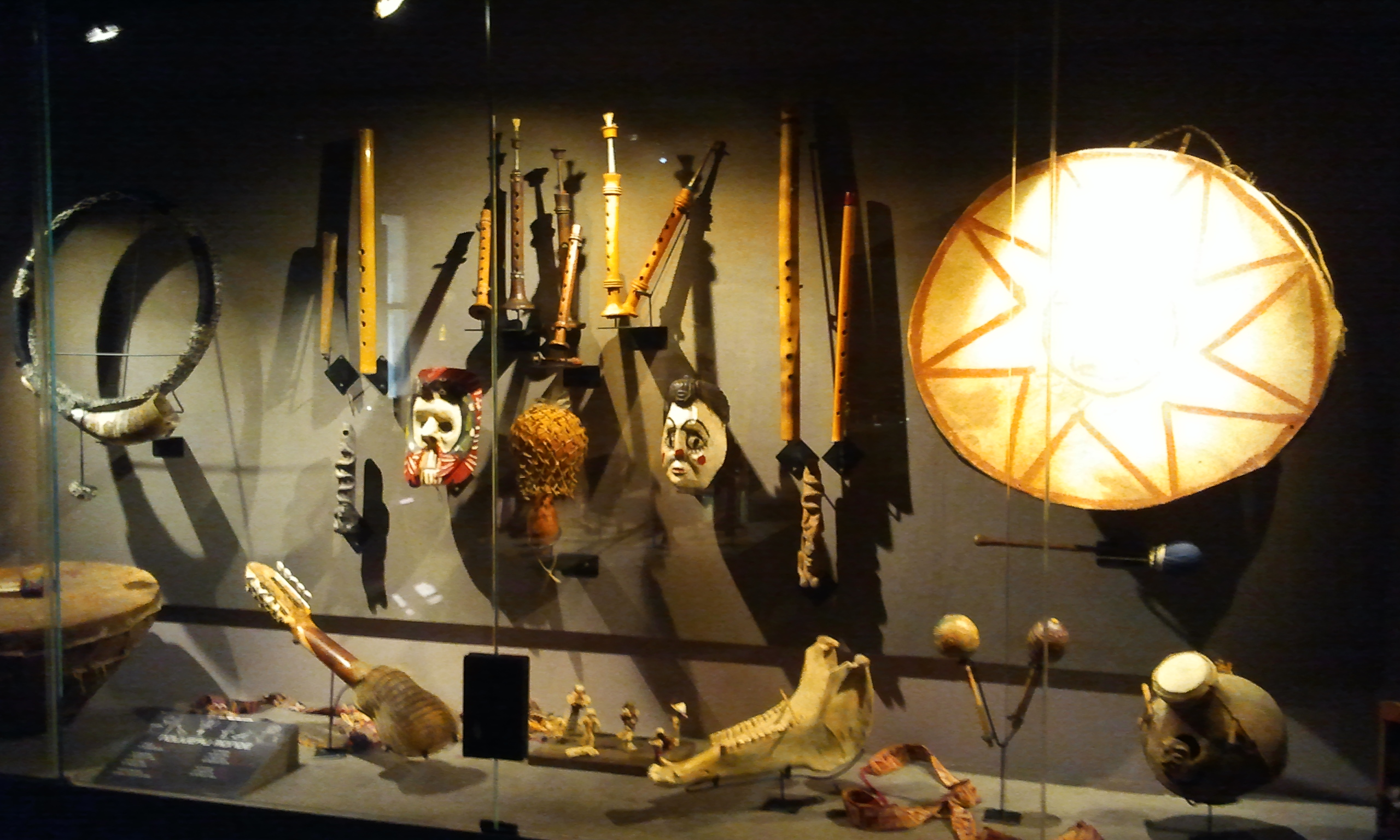
Vitrine d'exposition
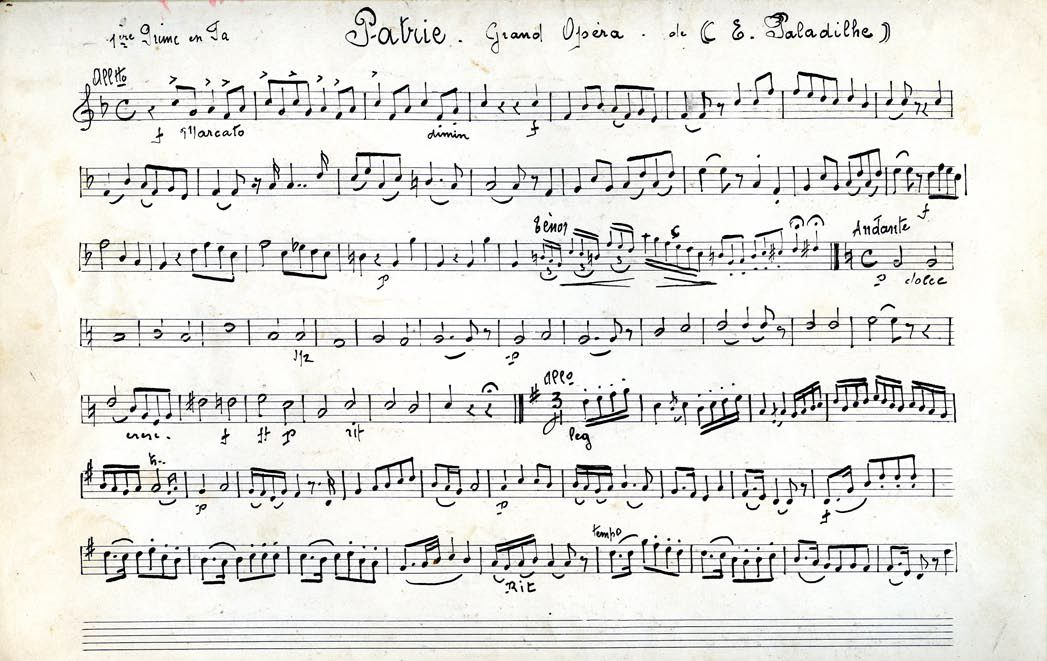
1re page de la transcription pour cobla (tible en fa) de Patrie d'Émile Paladilhe

### Partitions
Le musée a hérité du fonds de partitions de la Fédération Sardaniste du Roussillon consacré au répertoire des cobles, type d'ensemble instrumental catalan. Le fonds comprend environ 12000 partitions.

## Événements

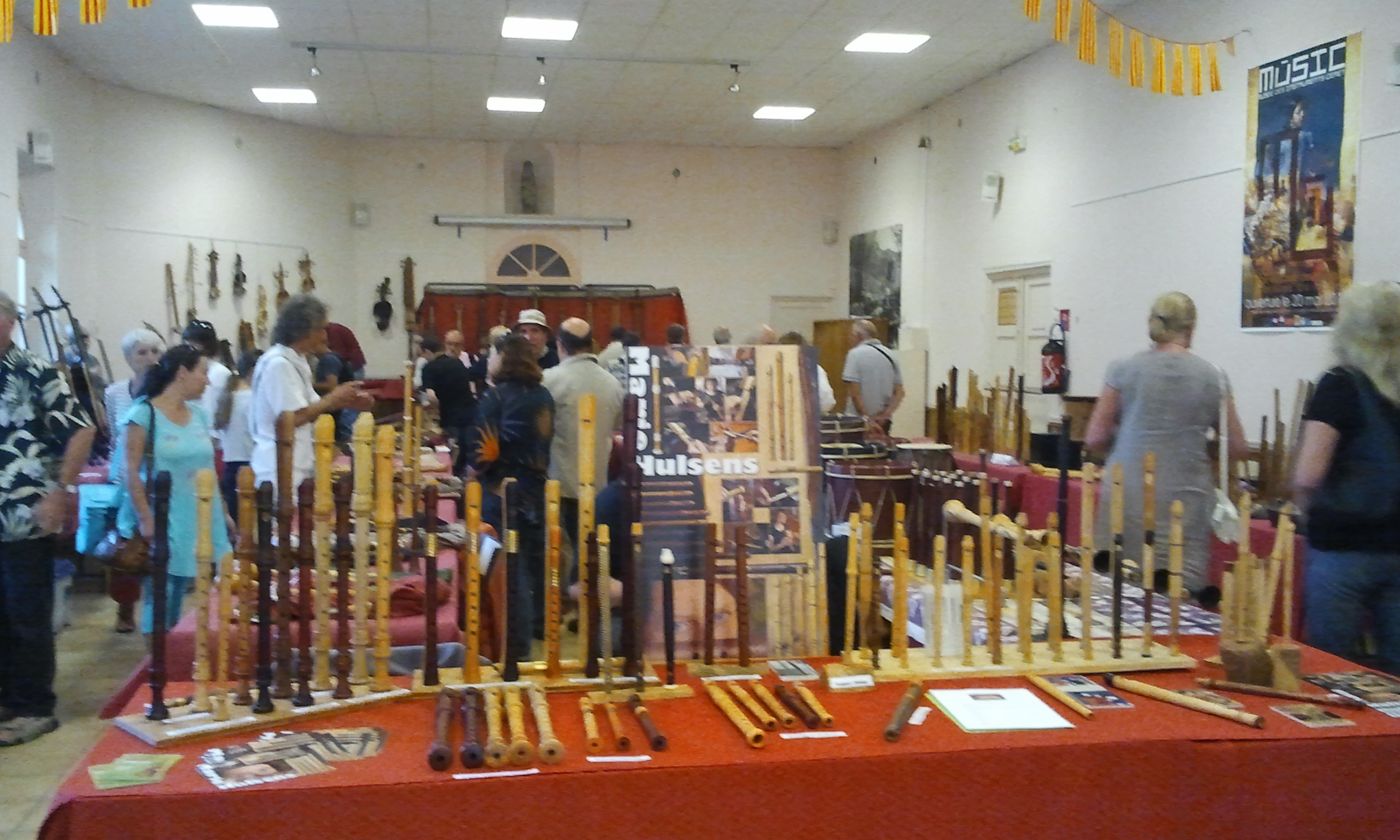
Salon de la facture instrumentale à Céret en 2013

Le musée organise fin septembre la festa del joglar, dont la 13e édition a eu lieu les 20 et 21 septembre 2013. À cette occasion a lieu chaque année un salon de la facture instrumentale.